# Anthrenus sparsutus
Anthrenus sparsutus là một loài bọ cánh cứng trong họ Dermestidae. Loài này được Fairmaire miêu tả khoa học năm 1850.